# Ulricke Seidemann
Ulricke Seidemann (* 17. Juni 1955 in Potsdam) ist eine deutsche Schachspielerin. Sie gewann 1980 in Plauen die 29. DDR-Meisterschaft der Frauen. Die FIDE verlieh ihr den Titel FIDE-Meister der Frauen.

## Leben
Mit elf Jahren erlernte Ulricke Seidemann das Schachspielen. Sie studierte in Greiz an der Fachschule für Getreideverarbeitung. Vor dem Gewinn der DDR-Meisterschaft 1980 hatte sie wegen ihres Sohnes Alexander eine Turnierpause eingelegt. Heute lebt die gelernte Maschinenbau-Ingenieurin, die ihren Geburtsnamen behielt, mit ihrem Mann in Neuss und betrieb eine Kaffeerösterei, die inzwischen geschlossen wurde.

## Schach

### Einzelmeisterschaften
Sie nahm an folgenden DDR-Meisterschaften der Frauen teil: 1974 in Potsdam, 1975 in Stralsund, 1976 in Gröditz, 1977 in Frankfurt (Oder), 1980 in Plauen, 1981 in Fürstenwalde, 1983 in Cottbus, 1984 in Eilenburg, 1985 in Jüterbog und 1988 in Stralsund. Die Meisterschaften vor 1980 hatten Petra Feustel (1974, 1976, 1977) und Brigitte Hofmann (1975, 1978, 1979) gewonnen. Nach der Wende belegte sie einen geteilten vierten Platz bei der Deutschen Frauenmeisterschaft 1991 in Beverungen, die Anke Koglin gewann. 1992 nahm sie an der 11. Offenen Deutschen Damenmeisterschaft in Bad Neustadt an der Saale teil, die Marina Olbrich gewann.

### Vereine
In der 1. Frauenbundesliga spielte Seidemann in der Saison 1992/93 für den USV Potsdam und von 1994 bis 2000
für den Krefelder Schachklub Turm 1851.
1974 und 1975 gewann sie zusammen mit den Potsdamer Damen die Frauen-Blitz-Mannschaftsmeisterschaft der DDR.

### Sonstiges
Seidemanns Elo-Zahl beträgt 2043 (Stand: Dezember 2021), sie wird jedoch als inaktiv geführt, da sie seit der Saison 2017/18 der 2. Frauenbundesliga West keine Elo-gewertete Partie mehr gespielt hat. Ihre höchste Elo-Zahl von 2125 hatte sie im Januar 1992.